# Федино (Раменски район)
Федино (на руски: Федино) е село в Раменски район, Московска област, Русия. Населението му през 2010 година е 66 души.

## География
Федино е разположено в източната част на Раменски район, на брега на река Москва. Намира се на 16 километра източно от Раменское. Надморската му височина е 114 метра. Най-близкият град е Бронници.

### Климат
Климатът във Федино е умереноконтинентален (Dfb по Кьопен) с горещо и сравнително влажно лято и дълга студена зима.

## Население
| 1926 | 2002 | 2010 |
| ---- | ---- | ---- |
| 249  | 73   | 66   |